# 大叶藤
大叶藤（学名：Tinomiscium petiolare）为防己科大叶藤属下的一个种。